# Южная Стрела (созвездие)

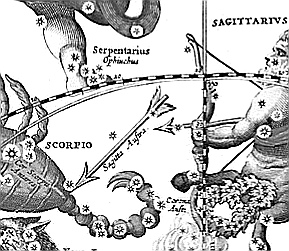
Южная Стрела на карте Планциуса

Южная Стрела (лат. Sagitta Australis) — отменённое созвездие южного полушария неба. Созвездие Стрела иногда выделялось из созвездия Стрелец ещё античными астрономами (не следует путать его с современной Стрелой). В новое время Южная Стрела была предложена Планциусом в издании небесного атласа 1612 года. Располагалось восточнее созвездия Скорпион.
Созвездие появлялось на нескольких картах XVII века, но не нашло признания у астрономов и было забыто.